# Ђорђе Деспотовић
Ђорђе Деспотовић (Лозница, 4. март 1992) је српски фудбалер, који игра на позицији нападача. Тренутно наступа за бањалучки Борац.

## Биографија
Деспотовић је прошао млађе категорије Црвене звезде, а по завршетку омладинског стажа је позајмљен Сопоту који је у то време био филијала клуба из Љутице Богдана. У лето 2011. године преселио се у суботички Спартак где је провео наредне две сезоне.
У јулу 2013. потписао је четворогодишњи уговор са Локереном. У белгијском клубу је ретко добијао шансу, па је у лето 2014. уследио повратак у Црвену звезду. Током јесењег дела сезоне 2014/15, Деспотовић је за Црвену звезду наступио на десет првенствених утакмица (постигао један погодак, победоносни против ОФК Београда), док је у Купу Србије наступио два пута уз један постигнут гол. У фебруару 2015. прослеђен је на позајмицу у казахстански Жетису. У јулу 2015. године је уследила нова позајмица, овога пута у Каират, са којим је успео да освоји национални куп Казахстана. У финалном мечу против великог ривала Астане, Деспотовић је са два постигнута гола био најзаслужнији за тријумф од 2:1.
У фебруару 2016. потписао је двогодишњи уговор са Астаном. Са Астаном је освојио две титуле првака Казахстана те по један трофеј у Купу и Суперкупу Казахстана. У фебруару 2017. године је прослеђен на позајмицу у редове још једног казахстанског прволигаша Тобол, али је враћен у Астану 15. јуна исте године. У јулу 2018. је напустио Астану.
Крајем августа 2018. потписао је за руског премијерлигаша Оренбург. Две сезоне је провео у овом клубу, а у другој од те две је био и најбољи клупски стрелац. У јулу 2020. потписао је трогодишњи уговор са Рубином из Казања. У сезони 2020/21. постигао је 14 голова у руској Премијер лиги. Током јесењег дела сезоне 2021/22. је имао слабији учинак, само један постигнут гол, након чега је 30. јануара 2022. раскинуо уговор са Рубином. Неколико дана касније потписао је за Арсенал из Туле. Напустио је Арсенал у јуну 2023. године. Након пола године без клупског ангажмана, Деспотовић је у јануару 2024. потписао за црногорског прволигаша  Будућност из Подгорице. У септембру исте године прешао је у бањалучки Борац.

## Успеси
Каират
- Куп Казахстана (1) : 2015.

Астана
- Првенство Казахстана (2) : 2016, 2017.
- Куп Казахстана (1) : 2016.
- Суперкуп Казахстана (1) : 2018.

Будућност Подгорица
- Куп Црне Горе (1) : 2023/24.